# جيف جنكينز
جيف جنكينز (بالإنجليزية: Geoff Jenkins)‏ هو لاعب كرة قاعدة أمريكي، ولد في 21 يوليو 1974 في أولمبيا في الولايات المتحدة.

## وصلات خارجية
- جيف جنكينز على موقع دوري كرة القاعدة الرئيسي (الإنجليزية)
- جيف جنكينز على موقعبيزبول رفرنس.كوم (الدوري الرئيسي) (الإنجليزية)
- جيف جنكينز على موقعبيزبول رفرنس.كوم (الدوري الثانوي) (الإنجليزية)
- جيف جنكينز على موقع إي إس بي إن.كوم (أم.أل.بي) (الإنجليزية)
- جيف جنكينز على موقع مشجعي الرسوم البيانية (الإنجليزية)